# Waltheria arenicola
Waltheria arenicola är en malvaväxtart som beskrevs av A. Rodríguez Fuentes. Waltheria arenicola ingår i släktet Waltheria och familjen malvaväxter. Inga underarter finns listade i Catalogue of Life.